# Les Catilinaires
Cet article concerne le roman d'Amélie Nothomb. Pour les discours de Cicéron, voir Catilinaires.
Les Catilinaires est le troisième roman d’Amélie Nothomb, paru en 1995 chez Albin Michel. 

## Résumé
Tout commence lorsqu’un couple de retraités réalise son rêve : avoir une maison à la campagne au fond d’un bois pour y vivre une solitude à deux, loin d’un monde furieux.
Autour de chez eux, personne, à part une petite maison où vivent un ancien médecin et sa femme. Par politesse, ils veulent les rencontrer. Ils font alors la connaissance de ce voisin, Palamède Bernardin. Tous les jours, à 16 heures, Palamède prend l’habitude de leur rendre visite, ou plutôt, il vient chez eux, s’assoit dans le fauteuil qu’il s’est choisi et ne dit plus un mot ; puis s’en retourne chez lui, toujours ponctuel, à 18 heures. Le couple de retraités, quand il essaie d’en apprendre davantage sur lui, a plutôt l’impression de déranger Monsieur Bernardin. Les visites deviennent un enfer, il faut trouver un moyen de se débarrasser de lui, mais lequel ...?

## Adaptation
Le roman a été adapté en film en 2024 sous le titre 4PM.